# Karmelitinnen vom Göttlichen Herzen Jesu
Die Karmelitinnen vom Göttlichen Herzen Jesu (Ordenskürzel: DCJ) sind eine von Maria Tauscher gegründete katholische Ordensgemeinschaft, die dem Karmelitenorden angeschlossen ist.
Die Gemeinschaft vereint das beschauliche Leben der Karmelitinnen mit dem Apostolat, sie verehrt darum als ihren Patron neben den Heiligen des Karmel auch den Heiligen Franz Xaver. Das Generalmutterhaus befindet sich im holländischen Sittard, es gibt eine deutsche Provinz mit Sitz in der Pappelallee in Berlin.

## Geschichte
Anna Maria Tauscher van den Bosch wurde 1855 in Sandow (Mark Brandenburg) in eine lutherische Pastorenfamilie geboren und konvertierte 1888 zum Katholizismus.
1891 gründete sie das erste St.-Josefs-Heim für heimatlose Kinder in Berlin. Seit 1893 schlossen sich ihr Mitarbeiterinnen an, die sich wie sie selbst für das Ordensleben berufen fühlten. Maria Tauscher widmete sich in den folgenden Jahren einer rastlosen Reise- und Gründungstätigkeit, doch fand sie zunächst für den von ihr gewünschten Orden in karmelitischer Prägung wegen der Lebensweise keine Anerkennung bei der Kurie. Ihre Gemeinschaft hatte lediglich Vereinsstatuten unter dem Namen „Dienerinnen vom Göttlichen Herzen Jesu“. 1904 wurde in Rocca di Papa bei Rom ein Noviziats- und Mutterhaus gegründet. Die Regel wurde erst 1910 anerkannt und 1930 endgültig approbiert.
1897 gab es schon sieben weitere St.-Josefs-Heime in Berlin, Graupen (Böhmen), Marschen (Böhmen) und Vechta. Maria Tauscher gründete in Deutschland, England, Schweiz, Italien, Ungarn, Österreich und Nordamerika weitere Heime. Sie war dabei nicht wählerisch in der Auswahl der Gebäude, sondern nahm wegen der Dringlichkeit der Not von einem alten Dominikanerkloster (St. Katharinen (Halberstadt)) bis zu einer Baracke (in Danzig) jede Möglichkeit wahr, Waisenkinder von der Straße zu holen und zu betreuen. Damals wurden überzählige Kinder sogar in Zeitungsannoncen zum Kauf angeboten. In Birkenwerder bei Berlin entstand auch ein Erholungsheim für die Berliner Kinder und Schwestern. Später wurden auch Altenheime gegründet, da die Situation der alten Menschen in den Industriestädten ebenso schlecht war wie die der Kinder. An die Kinderheime wurden häufig Kindergärten und Horte angeschlossen.
1924 konnte das Generalmutterhaus in Sittard errichtet werden. Heute sind die Karmelitinnen vom Göttlichen Herzen Jesu in 15 Ländern in Europa, Amerika und Afrika tätig. Weltweit hat der Orden heute etwa 5000 Mitglieder. 1938 starb Maria-Teresa. Am 13. Mai 2006 wurde sie in Roermond seliggesprochen.

## Klöster
- 1891–2024: St.-Josefs-Heim, Berlin (Gründungshaus des Ordens; das Haus wurde 2018 geschlossen, der Konvent 2024)
- 1917: Kloster in der Töllergasse in Wien, siehe Pfarrkirche Herz Jesu (Wien-Floridsdorf).
- 1920–2024: St. Katharinen (Halberstadt)
- 1930: Kloster St. Josef, Hoheneck (Ludwigsburg)